# الرقابة في فرنسا
تتمتع فرنسا بتاريخ طويل من الرقابة الحكومية، لا سيما في الفترة من القرن السادس عشر حتى الثامن عشر، ولكن حرية الصحافة اليوم مكفولة بموجب الدستور الفرنسي، كما أن حالات الرقابة الحكومية محدودة.
كانت هناك سيطرة حكومية قوية على الإذاعة والتلفزيون خلال فترة الخمسينيات والسبعينيات. ويتولى اليوم المجلس الأعلى للصوتيات والمرئيات مسؤولية الإشراف على احترام القانون الفرنسي من قبل وسائل الإعلام. يحظر قانون غايسوت الذي صدر عام 1990 خطاب الكراهية العنصرية/ أو الدينية (الذي يندرج ضمن النزعة التحريفية التاريخية، ولا سيما إنكار الهولوكوست فقط)، وهناك فترة زمنية مخصصة لكل حزب سياسي خلال فترات ما قبل الانتخابات.
وعلاوة على ذلك، تحظر قوانين أخرى خطاب الكراهية بدافع رهاب المثلية، ويحظر قانون عام 1970 الدعوة إلى المخدرات غير المشروعة. وفي عام 2016، دعا الإعلان التلفزيوني إلى عدم إجهاض الأطفال المصابين بمتلازمة داون إذا كان السبب إصابتهم بالمتلازمة فقط. وقد حكم بأنه خطاب مناهض للإجهاض وتمت إزالته.
وقد تعرضت هذه القوانين للانتقاد من قبل بعض الجماعات، إما من اليسار (وخاصة فيما يتعلق بقانون المخدرات لعام 1970) أو من اليمين المتطرف (وخاصة فيما يتعلق بقانون غايسوت لعام 1990 أو القوانين التي تحظر الهجمات المناهضة للمثليين). ويعرب آخرون عن الحاجة إلى حماية الأقليات من خطاب الكراهية الذي قد يؤدي، حسب قولهم، إلى أفعال شنيعة وجرائم كراهية، بينما يدعي آخرون أنه لا يمكن التسامح مع حرية التعبير فيما يتعلق بالمخدرات لأنها مسألة تتعلق بالصحة العامة والنظام الأخلاقي.
ومع ذلك، فإن التصويت على قانون الإمبريالية الذي صوتت عليه الأغلبية البرلمانية المحافظة في الاتحاد البرلماني الدولي من أجل حركة شعبية قد رفع نقاشًا لا سيما بين المؤرخين، حول شرعية وأهمية (قوانين الذاكرة التاريخية) هذه. ورغم أن قدرًا لا بأس به من المؤرخين يعارضون مثل هذه القوانين، فإن قِلة منهم يؤيدون إلغائها لأنهم يعتقدون أن إلغاء القوانين المتفق عليها ديمقراطيًا سوف يكون أكثر شرًا. انتقد النقاد أخيرًا بصفة خاصة الرقابة الاقتصادية، وليس فقط من قبل اليساريين، وخاصة من خلال تركيز ملكية وسائل الإعلام (تأثير بويغيس على سبيل المثال على تي إف 1)، أوحقيقة سيطرة كل من الشركتين العسكريتين داسو أو لاجارديير على العديد من الصحف في فرنسا، مثل صحيفة لوفيغارو (التي تمتلكها داسو).
يكفل الدستور الفرنسي بوجه عام حرية الصحافة ولكن توجد عدة حالات فعالة للرقابة على الصحف (مثل صحف لو كانار نشاينه وتشارلي إبدو وهارا – كيري.. إلخ)، وسُجلت أفلام أو عروض إذاعية في تاريخ الجمهورية الخامسة، التي تأسست في عام 1958. وطبقًا لهيومن رايتس ووتش، فإن 6% من الفرنسيين الذين حققوا معهم بتهمة (الاعتذار عن الإرهاب) كانوا دون سن الرابعة عشرة.

## تاريخ حرية الصحافة والرقابة في فرنسا

### حتى القرن الثامن عشر
يمكن تتبع الرقابة في فرنسا حتى العصور الوسطى. وفي عام 1275 وضع فيليب الثالث من فرنسا الكتاب المقدس الباريسي تحت سيطرة جامعة باريس التي تفقدت كتب المخطوطات للتحقق من نسخها بشكل صحيح. كانت صحة النص _وليس المحتوى_ مصدر قلق حتى أوائل القرن السادس عشر، عندما طبعت مقتطفات كتبها مارتن لوثرو. أصدر فرانسوا الأول ملك فرنسا مرسومًا يقضي بضرورة قراءة جميع الكتب (الدينية) والموافقة عليها من قبل كلية علم اللاهوت في الجامعة في 13 يونيو 1521، وأمر بارلينت بإيداع جميع الكتب اللوثرية في غضون أسبوع واحد في 3 أغسطس 1521. وقد أصدر برلمان باريس والسوربون في عام 1526 حظرًا على نشر الكتاب المقدس باللغة الفرنسية. وصدر تشريعًا صارمًا في 13 يناير عام 1535 يمنع الطباعة جميعها تحت تهديد تعليق وإغلاق جميع متاجر الكتب. وسرعان ما تخلوا عن هذا القانون وشكل البرلمان لجنة لمراجعة طباعة الكتب.
وفي عام 1536 صدر أمر بأن توافق كلية الطب بالجامعة على جميع الكتب الطبية وأن تتخذ إجراءات ضد ناشرين معينين لكتب عن الطب وعلم التنجيم. وحظرت الجامعة في عام 1544 طبع أي كتاب لم يوافق عليه المسؤولون المناسبون في الجامعة. وقد أصدرت كلية اللاهوت في عام 1543 مؤشراتها الأولى من الكتب المحظورة _وقد كانت جميعها دينية_ قبل 16 عامًا من إصدار الفاتيكان لدليل الكتب المحرمة في عام 1559.
وكان مرسوم شاتوبريان الصادر في 27 يونيو 1551 يحظر امتلاك أي كتب مدرجة في دليل الجامعة وترجمة الكتاب المقدس أو أعمال آباء الكنيسة واستيراد الكتب من جنيف وغيرها من الأماكن غير الخاضعة لسيطرة الكنيسة أو طباعة أو بيع أي كتب دينية مكتوبة في السنوات الأربعين الماضية.
وقد بدأت الدولة نفسها في لعب دور أكبر في الرقابة على الجامعة وفي عام 1566 صدر مرسوم مولينز الذي يحظر كتابة أو طباعة أو بيع الكتب التشهيرية التي تهاجم السمعة الجيدة للأفراد والتي تتطلب الموافقة على جميع الكتب المنشورة وتضمين الامتياز والختم الكبير. وقد عُززت سيطرة الدولة في عام 1571 بمرسوم جايلون الذي فرض إنفاذ قوانين الرقابة في مكتب المستشار بدلًا من الجامعة.
كان اهتمام الرقباء في (البدعة والفتنة والقذف الشخصي) حتى عام 1629، عندما بدأت الرقابة تركز أيضًا على اللاأخلاقية والفاحشة. «إن الحكومة لم تكن قلقة من انعدام الأخلاق بقدر ما كانت قلقة على حرية الفكر». ويتعين على المستشار أن يوافق على المخطوطات قبل نشرها، كما يحتفظ بسجل للتصاريح. وقد كافحت الجامعة والدولة للسيطرة على الرقابة التي كانت عشوائية خلال القرن السابع عشر. وجُردت الجامعة من السلطة في عام 1653 واستعيض عنها بالرقابة الملكية.
وقد توسع مكتب الرقابة الملكية في القرن الثامن عشر وحظرت مئات المؤلفات. وكان المطلوب من الكتب الموافق عليها أن تتضمن اسم الرقيب وشهادة الموافقة. وكانت الرقابة في النهاية تحت سلطة مكتب مدير تجارة الكتب، وكان أشهرهم لاموغيون دي ماليشيربس. وتتراوح المخالفات والجزاءات في حق المخالفين بين مصادرة الكتب التي كثيرًا ما تحرق وفرض غرامات والسجن بل وحتى الموت. وفي أواخر القرن الثامن عشر تملص من هذه القواعد بشكل متزايد كل من أصحاب المطابع وبائعي الكتب.

### القرن التاسع عشر
أصدر الجمهوريون الانتهازيون الذين كانوا مهيمنين آنذاك قانون حرية الصحافة في 29 يوليو 1881 في ظل الجمهورية الثالثة الفرنسية في عام 1881، وسعوا إلى تحرير الصحافة وتشجيع المناقشة العامة الحرة. وقد اكتسح القانون الجديد قطاعًا من القوانين السابقة، الذي ينص في البداية المبدأ القائل بأن (الطباعة والنشر مجانيان).
في أعقاب محاولة اغتيال أوغست فيلان، صُوت على أول قوانين مكافحة الإرهاب في عام 1893، والتي سرعان ما نُدد بها باعتبارها قوانين حقيرة. وقد قيدت هذه القوانين بشدة حرية التعبير. وأدان الأول الاعتذار عن أي جناية أو جريمة بوصفها جناية في حد ذاتها، مما سمح بفرض رقابة واسعة النطاق على الصحافة.
ويسمح القانون الثاني بإدانة أي شخص متورط بصورة مباشرة أو غير مباشرة في دعاية واجبة لهذا الفعل، حتى وإن لم يكن هناك قتل فعلي. وأدان الأخير أي شخص أو صحيفة تستخدم الدعاية الفوضوية (وبمعنى أوسع، التحرريون الاشتراكيون الحاليون أو الأعضاء السابقون في رابطة العمال الدولية (IWA)):
1. إما عن طريق الاستفزاز أو الاعتذار [...] تحريض شخص أو أكثر على ارتكاب السرقة أو جرائم القتل أو النهب أو الحرق المتعمد [...]؛
2. أو توجيه استفزاز نحو جنود الجيش أو البحرية، بهدف صرفهم عن أداء واجباتهم العسكرية والطاعة التي يدينون بها لرؤسائهم... سيحال إلى محاكم الشرطة الإصلاحية ويعاقب عليه بالسجن لمدة تتراوح بين ثلاثة أشهر وسنتين.[16]